# Hotel Captain Cook
L'Hotel Captain Cook est un hôtel américain situé à Anchorage, en Alaska. Ouvert en 1964, cet établissement est membre des Historic Hotels of America depuis 2016.